# Список русскоязычных арабистов
В список включены русскоязычные авторы научных и научно-популярных трудов по арабистике.

## Аттая, Михаил Осипович
- Практическое руководство к изучению арабского языка. — Казань, 1884.
- Словарь арабско-русский. — М., 1913.
- Руководство  арабского языка (народно-разговорного). — М., 1923.
- Руководство для изучения разговорного арабского языка (сирийское наречие). — М., 1923; 1928.

## Баранов, Харлампий Карпович
- Арабская хрестоматия (1937).
- Русско-арабский словарь политических, экономических и философских терминов (1937).
- Арабско-русский словарь (1940—1946).
- Учебник арабского языка (1947).

## Бартольд, Василий Владимирович
- О некоторых восточных рукописях в библиотеках Константинополя и Каира // Записки Восточного Отдела. Т. XVIII. 1908.
- Собрание сочинений в 9-ти томах. — М., 1963—1977.

## Бауэр, Глеб Михайлович
- Язык южноаравийской письменности. — М., 1966.

## Беляев, Евгений Александрович
- Арабы, ислам и арабский халифат в раннее средневековье. — М., 1965.

## Бибикова, Ольга Павловна
- Арабы: историко-этнографические очерки. — М., 2008.

## Болдырев, Алексей Васильевич
- Арабская хрестоматия. — М., 1824.
- Новая арабская хрестоматия. — М., 1832.
- Краткая арабская грамматика. — М., 1-е изд., 1827; 2-е изд., 1836.

## Большаков, Олег Георгиевич
- Суеверия и мошенничества в Багдаде XIII в. / Ислам: Религия, общество, государство. Сборник статей. Отв. редакторы П. А. Грязневич и С. М. Прозоров. — М.: Наука. ГРВЛ, 1984, c. 144—148.
- История Халифата. Т. I. Ислам в Аравии. 570—633. — М., 1989. — 2-е изд.: М., 2000.
- ал-‘Аббасийун (или бану ал-‘Аббас) [Большаков О. Г.] / Ислам. Энциклопедический словарь. Ответственный редактор С. М. Прозоров. — М.: Наука. ГРВЛ, 1991.
- История Халифата. Т. II. Эпоха великих завоеваний. 633—656. — М., 1993. — 2-е изд.: М., 2000.
- The Petersburg Manuscript of Hariri’s «Maqamat» and its Place in the History of the Arab Painting // Manuscripta Orientalia. Vol. 3, No 4, December 1997. P. 59—66.
- История Халифата. Т. III. Между двух гражданских войн. 656—696. — М., 1998.
- Средневековый город Ближнего Востока VII — середина XIII в. Социально-экономические отношения. — М., 1984. — 2-е изд.: М., 2001.
- История Халифата. — СПб.: Гуманистика, 2006.
- История Халифата. Т. IV. — М.: Восточная литература, 2010.

## Борисов, Валентин Михайлович
- Русско-арабский словарь.

## Васильев, Александр Александрович
- Арабский синаксарь о болгарском походе императора Никифора I // Новый сборник статей по славяноведению, составленный и изданный учениками В. И. Ламанского. — СПб.,. — 1905. — С. 361—362.
- Византийско-арабские отношения в царствование императора Михаила III, (842—867) // Журнал Министерства народного просвещения. — 1899. — Т. CCCXXIV. — С. 1—55.
- Византия и арабы. Политические отношения Византии и арабов за время Аморийской династии. — СПб., 1900. — 407 с.
- Византия и арабы. — [Т. 2:] Полит. отношения Византии и арабов за время Македон. династии…, (867—959 г.) — СПб., 1902. — 555 с.

## Васильев, Алексей Михайлович
- История Саудовской Аравии (1945 — конец XX в.). — М., 1999.
- Россия на Ближнем и Среднем Востоке: от мессианства к прагматизму. — М., 1993.
- История Саудовской Аравии от середины 18 в. до конца 20 в. — М., 1994.
- Египет и египтяне. — М., 1986.

## Гранде, Бенцион Меерович
- Грамматические таблицы арабского литературного языка. — М., 1950.
- Курс арабской грамматики в сравнительно-историческом освещении. — М., 1963; 1998; 2001.

## Гиргас, Владимир Фёдорович
- Очерк грамматической системы арабов / [Соч.] Доц. араб. словесности при Имп. С.-П. ун-те В. Гиргаса Санкт-Петербург : тип. Имп. Акад. наук, 1873.
- Очерк арабской литературы / [Экс. пр. В. Гиргас] [Санкт-Петербург] : лит. А. Иконникова, [1875].
- Арабско-русский словарь к Корану и хадисам / В. Ф. Гиргас Москва ; [б. и.] : Диля, 2006 (СПб. : Печатный двор им. А. М. Горького).

## Голубовская, Елена Карловна
- Йемен. — М.: "Мысль", 1965.
- Революция 1962 г. в Йемене. — М.: "Наука", 1971.
- Политическое развитие Йеменской Арабской Республики, 1962—1985 гг. — М.: "Наука", 1989.

## Грязневич, Петр Афанасьевич
- Ал-Хамави, Мухаммад. Ат-Та’рих ал-Мансури (Мансурова хроника). Издание текста, предисловие и указатели П. А. Грязневича. — М.: Издательство восточной литературы, 1960.
- История халифов анонимного автора XI века. Факсимиле рукописи. Предисловие и краткое изложение содержания П. А. Грязневича. Указатели М. Б. Пиотровского и П. А. Грязневича. — М.: Наука, 1967.
- В поисках затерянных городов. Йеменские репортажи. — М.: Наука, 1978.
- Южная Аравия: Памятники древней истории и культуры. Вып. II. Ч. 1. Историко-археологические памятники древнего и средневекового Йемена. — СПб.: Центр «Петербургское Востоковедение», 1994.

## Гурко-Кряжин, Владимир Александрович
- Арабский Восток и империализм. — М., 1926.

## Густерин, Павел Вячеславович
- Йеменская республика и её города. — М.: Международные отношения, 2006. — 230 с.
- Города Арабского Востока. — М.: Восток — Запад, 2007.
- Коран как объект изучения. — Саарбрюккен: LAP Lambert Academic Publishing, 2014. — 72 с.
- Советская дипломатия на Арабском Востоке в 1920–30-х годах. — Саарбрюккен: LAP Lambert Academic Publishing, 2015. — 76 с. Архивировано 21 ноября 2015 года.

## Данциг, Борис Моисеевич
- Ирак в прошлом и настоящем. — М., 1960.

## Долинина, Анна Аркадьевна
- Очерки истории арабской литературы нового времени. Египет и Сирия: (Публицистика 1870—1914 гг.). — М.: Наука, 1968.
- Очерки истории арабской литературы нового времени. Египет и Сирия: (Просветительский роман 1870—1914 гг.). — М.: Наука, 1973.
- Невольник долга (Биография И. Ю. Крачковского). — СПб.: Петербургское востоковедение, 1994.
- Арабески. Избранные научные статьи. — СПб.: Нестор-История, 2010.

## Егорин, Анатолий Захарович
- Свержение Муаммара Каддафи. Ливийский дневник 2011—2012 гг. — М.: ИВ РАН, 2012.
- Арабский Восток в борьбе за обновление (Ливия, Египет, Сирия). Хроника событий, 2012—2013 гг. — М.: ИВ РАН, 2014.

## Завадовский, Юрий Николаевич
- Арабские диалекты Магриба. — М.: Издательство восточной литературы, 1963. — 132 с. — (Языки зарубежного Востока и Африки).
- Тунисский диалект арабского языка. — 106 с. — 1300 экз.
- Мавританский диалект арабского языка : (Хассания). — 80 с. — 1100 экз.

## Имангулиева, Аида Насир кызы
- Михаил Нуайме и "Ассоциация пера". — М., 1975.
- Джебран Халиль Джебран. — Баку, 1975.
- Корифеи новоарабской литературы. — Баку, 1991.

## Кирабаев, Нур Серикович
- Классическая арабо-мусульманская философия: от социальной философии к философии истории. — М., 1990.
- Классики арабо-мусулъманской философии. Составитель, автор послесловия. — New York, 1999. Т. 1—2 (на рус. яз.).
- Учебное пособие по курсу «Средневековая арабо-мусульманская философия». — СПб.: СПбГУ, 2005. — 101 с. — ISBN 5-209-01948-9.
- Очерки философии «Чистых Братьев». — М., 2006.

## Кириллина, Светлана Алексеевна
- Ислам в общественной жизни Египта (2-я половина XIX — начало XX века). — М., 1989.
- Религия и власть: Ислам в Османском Египте (XVIII — первая четверть XIX века). — М., 1996. (В соавторстве с Ф. М. Ацамбой).
- "Очарованные странники”: Арабо-османский мир глазами российских паломников XVI—XVIII столетий. — М., 2010.

## Кирпиченко, Валерия Николаевна
- Юсуф Идрис. — М.: Наука, 1980.
- Современная египетская проза (1960—70-е гг.). — М.: Наука, 1986.
- Нагиб Махфуз — эмир арабского романа. — М.: Наука, 1992.

## Коротаев, Андрей Витальевич
- Египетская революция 2011 г.: структурно-демографический анализ // Политические исследования (Полис). ЭкстраТекст. 2011. Вып. 1. (совместно с Ю. В. Зинькиной).
- Возникновение ислама: Социально-экологический и политико-антропологический контекст. — М.: ОГИ, 2007 (совместно с В. В. Клименко и Д. Б. Прусаковым).
- Долгосрочная политико-демографическая динамика Египта: Циклы и тенденции. — М.: Восточная литература, 2006. ISBN 5-02-018526-4
- Социальная история Йемена. — М.: КомКнига/URSS, 2006.
- Pre-Islamic Yemen. Wiesbaden: Harrassowitz, 1996.
- Ancient Yemen. Oxford: Oxford University Press, 1995.

## Косач, Григорий Григорьевич
- Красный флаг над Ближним Востоком? Компартии Египта, Палестины, Сирии и Ливана в 20—30-е годы. — М.: Институт стран Азии и Африки при МГУ, 2001.
- Внешняя политика Саудовской Аравии. Приоритеты, направления, процесс принятия решения. — М.: Институт изучения Израиля и Ближнего Востока, 2003. (В соавторстве с Е. С. Мелкумян).
- Татаввур ас-сияса аль-хариджийя ас-саудийя мин таасис ад-дауля иля бидая аль-исляхат (Эволюция саудовской внешней политики: от создания государства до начала процесса реформ). — Эр-Рияд: Институт дипломатических исследований МИД Королевства Саудовская Аравия, 2005. (В соавторстве с Е. С. Мелкумян).
- Саудовская Аравия: внутриполитические процессы «этапа реформ» (конец 1990—2006 г.). — М.: Институт Ближнего Востока, 2007.
- Саудовский дипломатический корпус: этапы эволюции и источники формирования. — М.: Институт Ближнего Востока, 2008.
- Коммунисты Ближнего Востока в СССР. 1920—1930-е годы. — М.: РГГУ, 2009.

## Крачковский, Игнатий Юлианович
- Поэтическое творчество Абу-л-Атахии // Записки Восточного Отделения Императорского Русского Археологического Общества, т. XVIII.
- Arabica // Византийский временник, т. XIII—XIV.
- Мутанабби и Абу-л-Ала // Записки Восточного Отделения ИРАО, т. XIX.
- Новозаветный апокриф в арабской рукописи // Византийский временник, т. XIV.
- Восточный факультет университета святого Иосифа в Бейруте // Журнал Министерства народного просвещения, 1910.
- Легенда о святом Георгии Победоносце в арабской редакции // Живая Старина, т. XIX.
- Поэт корейшитской плеяды // Записки Восточного Отделения ИРАО, т. ХХ.
- Исторический роман в современной арабской литературе // Журнал Министерства народного просвещения, 1911.
- Abu-Hanifa ad-Dinaweri. — Лейден, 1912.
- Хамаса Бухтури и её первый исследователь в Европе // Записки Восточного Отделения ИРАО, т. XXI.
- Из эфиопской географической литературы // Христианский Восток , т. I.
- Из арабской печати Египта // Мир ислама, т. I.
- К описанию рукописей Ибн-Тайфура и ас-Сули // Записки Восточного Отделения, т. XXI.
- Одна из мелькитских версий арабского синаксаря // Христианский Восток, т. II).
- Арабские рукописи городской библиотеки в Александрии // Записки Восточного Отделения ИРАО, т. XXII.
- Абу-л-Фарадж ал-Ва’ва Дамасский. Материалы для характеристики поэтического творчества. — Петроград, 1914.

## Крымский, Агафангел Ефимович
- Лекции по Корану. — М.: 1902.
- Арабская литература в очерках и образцах. — В 3-х тт. — М., 1911.
- История арабов и арабской литературы светской и духовной: В 3 ч. — М.: 1911—1913; В 2 т. — 1918.
- История новой арабской литературы (XIX — начало XX века). — М.: Гл. ред. вост. лит., 1971.

## Куббель, Лев Евгеньевич
- О некоторых чертах военной системы халифата Омейядов (661—750) // Палестинский сборник. — 1959. — Вып.4 (67). — С. 112—132.
- Суданские хроники (перевод с арабского, вступительная статья и примечания). — М., 1984.

## Куделин, Александр Борисович
- Классическая арабо-испанская поэзия (конец X — середина XII в.). — М., 1973.
- Средневековая арабская поэтика (вторая половина VIII—XI в.). — М., 1983.
- Арабская литература: Поэтика. Стилистика. Типология. Взаимосвязи. — М., 2003.

## Кузьмин, Сергей Андреевич
- Практический курс арабского языка (в соавторстве с В. Н. Красновским).
- Учебник арабского языка.

## Ланда, Роберт Григорьевич
- История алжирской революции, 1954—1962. — М., 1983.
- Страны Магриба: общество и традиции. — М., 1988.
- В стране аль-Андалус через тысячу лет. — М., 1993,
- История Алжира. XX век. — М., 1999.
- История арабских стран. — М., 2005.

## Левин, Залман Исаакович
- Развитие основных течений общественно-политической мысли в Сирии и Египте: (Новое время). — М., 1972;
- Развитие арабской общественной мысли. — М., 1984.

## Луцкий, Владимир Борисович
- Англия и Египет. — М., 1947.
- Арабские страны. — М., 1947.
- Национально-освободительная война в Сирии. 1925—1927 гг. — М., 1964.
- Новая история арабских стран. — М., 1965; 1966.

## Малашенко, Алексей Всеволодович
- Официальная идеология современного Алжира.— М.: Наука, 1982.
- Три города на севере Африки: Каир, Батна, Бенгази. — М.: Наука, 1986.

## Медников, Николай Александрович
- «Палестина от завоевания её арабами до крестовых походов по арабским источникам» в 4-х томах.

## Мелкумян, Елена Суреновна
- Международные отношения в Юго-Западной Азии. Турция, Пакистан, государства Персидского залива. — М., 1994.
- Внешняя политика Саудовской Аравии. Приоритеты, направления, процесс принятия решения. — М., 2003.
- Gulf Cooperation Council Relations with Russia. — Dubai, 2005.
- Регион Залива: конфликты, компромиссы, сотрудничество. — М., 2008.
- Новейшая история Кувейта. — М., 2011.

## Микульский, Дмитрий Валентинович
- Общественно-политические аспекты освещения исламской проблематики в египетской газете «Аль-Ахрам» (1982—1987 гг.): Аналитический обзор. — М.: Институт Африки, 1989. — 39 с.
- Абу-л-Хасан ‘Али ибн ал-Хусайн ибн ‘Али ал-Мас‘уди. Золотые копи и россыпи самоцветов. (История Аббасидской династии: 749—947) / Перевод с арабского, предисловие, комментарии и указатели Д. В. Микульского. — М.: Наталис, 2002. — 800 с.
- Микульский, Д. В. (перевод с арабского, предисловие и примечания). Книга о завоевании Йемена // Е.А.Давидович (отв.ред.) и др. Восточное историческое источниковедение и специальные исторические дисциплины : сборник. — М.: Восточная литература, 2004. — Т. 6. — С. 88—153.
- «Благоуханный сад для духовных услад» учёнейшего шейха Сиди Мухаммада ибн Мухаммада ан-Нафзави / Перевод с арабского и послесловие Д. Микульского. — М.: Таус, 2008. — 224 с. Архивировано 8 ноября 2012 года.

## Мирский, Георгий Ильич
- Багдадский пакт — орудие колониализма. — М., 1956.
- Материал к лекции на тему «Суэцкий канал». — М., 1956. (В соавторстве с Е. А. Лебедевым).
- Суэцкий канал. — М., 1956. (В соавторстве с Е. А. Лебедевым).
- Ирак в смутное время. 1930—1941. — М., 1961.
- Арабские народы продолжают борьбу. — М., 1965.

## Мишкуров, Эдуард Николаевич
- Алжирский диалект арабского языка. — М.: Наука, 1982.

## Навроцкий, Михаил Тимофеевич
- Опыт грамматики арабского языка. — СПб., 1867; М., 2007.

## Наумкин, Виталий Вячеславович
- Национальный фронт в борьбе за независимость Южного Йемена и национальную демократию 1963—1969. — M.: Наука, 1980.
- Очерки по этнолингвистике Сокотры. — М.: Наука, 1981 (в соавторстве).
- Сокотрийцы. Историко-этнографический очерк. — М.: Наука, 1988.
- Города Арабского Востока. — М.: Восток — Запад, 2007 (отв. ред.).

## Пересыпкин, Олег Герасимович
- В горах Южной Аравии. — М., 1963 (в соавторстве).
- Иракская нефть. — М., 1969.
- Йеменская революция 1962—1975 гг.: Проблемы и суждения. — М., 1979.

## Першиц, Абрам Исаакович
- Арабы Аравийского полуострова. — М., 1958.
- Георг Август Валлин — исследователь внутренней Аравии. — М., 1958.
- Хозяйство и общественно-политический строй Северной Аравии в XIX — первой трети XX в. — М., 1961.

## Пигулевская, Нина Викторовна
- Арабы у границ Византии и Ирана в IV—VI вв. — М.—Л., 1964.
- Византия и Восток. — В сборнике: Палестинский сборник, вып. 23. — Л., 1971.
- Культура сирийцев в средние века. — М., 1979.

## Пиотровский, Михаил Борисович
- Предание о химйаритском царе Ас‘аде ал-Камиле. Ответственный редактор П. А. Грязневич. — М.: Главная редакция восточной литературы издательства «Наука», 1977.
- Южная Аравия в раннее средневековье. Становление средневекового общества / Ответственный редактор П. А. Грязневич. — М.: Главная редакция восточной литературы издательства «Наука», 1985.

## Подцероб, Алексей Борисович
- Бескрайние просторы Сахары. — М., 2010.

## Попов, Вениамин Викторович
- «Персидский залив в планах и политике Запада».
- «Близкий Тунис».

## Примаков, Евгений Максимович
- «Страны Аравии и колониализм» (1956);
- «Египет: время президента Насера» (1974, 2-е изд. 1981; в соавторстве с И. П. Беляевым);
- «Ближний Восток: пять путей к миру» (1974);
- «Анатомия ближневосточного конфликта» (1978).

## Прозоров, Станислав Михайлович
- Ан-Наубахти, ал-Хасан ибн Муса. Шиитские секты. Перевод с арабского, исследование и комментарий С. М. Прозорова. ППВ, XLIII. — М., 1973.
- Арабская историческая литература в Ираке, Иране и Средней Азии (VII — середине X в.). — М.: ГРВЛ, 1980.

## Резван, Ефим Анатольевич
- Коран и его мир (СПб., 2001) (русское [ISBN 978-5-85803-183-3] и журнальное английское издание).
- «Коран ‘Усмана» (Катта-Лангар, Санкт-Петербург, Бухара, Ташкент) (СПб., 2004) (русско-английское издание [ISBN 978-5-85803-265-6]).
- Русские корабли в Заливе. Материалы Центрального государственного архива ВМФ (арабское [ISBN 978-5-01-002157-3] и английское [ISBN 978-0-86372-155-7] издания).
- Хаджж сто лет назад: ‘Абд ал-‘Азиз Давлетшин и его секретная миссия в Мекку, 1898 г. (Бейрут, 1993) (на арабском языке).
- Арабская лошадь в России (Дубай, 2005) (на арабском языке).

## Родионов, Михаил Анатольевич
- Марониты Ливана. Из этноконфессиональной истории Восточного Средиземноморья. — М.: ГРВЛ «Наука», 1982.
- Голубая бусина на медной ладони. — Л.: Лениздат, 1988.
- Этнография Западного Хадрамаута. Общее и особенное в этнической культуре. — М.: Восточная литература, 1994; арабский пер. Аден, 2003.
- Раса’ил ал-хикма (Послания мудрости, I—XIV). Из друзских рукописей СПб.ф ИВ РАН. Памятники культуры Востока. — СПб.: Петербургское востоковедение, 1995.
- Бахаулла. Семь долин и Четыре долины. — СПб.: Издат. фонд «Бахаи», 1996.
- Ислам классический. — СПб.: Петербургское востоковедение, 2001, переиздания вместе с изд-вом «Азбука-классика» СПб., 2003, 2004. С. 161.
- (В соавторстве с И. Ю. Котиным и Е. Г. Царевой) Социум и окружающий мир в традициях Центральной, Южной и Юго-Западной Азии. — СПб.: Наука, 2006. 224 с.; илл.
- The Western Hadramawt: Ethnographic Field Research, 1983-91 // Orientwissenschaftliches Hefte. OWZ der Martin-Luther-Universitaet Halle-Wittenberg. Hft 24. 2007. 307 p.
- Демоны слов на краю Аравии. Общество и стихотворство Хадрамаута. — СПб.: МАЭ РАН, 2009. 146 с.
- (в соавторстве с Schoenig H.) The Hadramawt Documents, 1904-51: Family Life and Social Customs under the Last Sultans. Orient-Institut Beirut: Ergon. 2011. 329 p., illus. (Beirutes texte und Studien 130).
- (в соавторстве с Сарабьевым А. В.) Марониты: традиции, история, политика. — М.: Институт востоковедения РАН, 2013. 500 с.
- Культурная память и мерная речь на Юге Аравии: Хадрамаут. — СПб.: МАЭ РАН, 2014. 154 с. (Kunstkamera Petropolitana).
- Культура и этнография Ближнего Востока: арабы и ислам. Учебное пособие. — СПб.: Президентская библиотека. 2015. 111 с.
- Этноконфессиональная ситуация в арабском мире: истоки и перспективы. Учебное пособие. — СПб.: Президентская библиотека. 2016. 127 с.

## Розен, Виктор Романович
- «Древнеарабская поэзия и её критика» (СПб., 1872).
- «Известия Ал-Бекри и других авторов о Руси и славянах» (в Приложении к XXXII т. «Записок Императорской Академии Наук», 1878).
- «Notiz über eine merkwürdige arab. Handschrift» («Bulletin de l’Ас. Imp. des Sc.», XXVI, 1879).
- «Zur arab. Literaturgeschichte der älteren Zeit. Ibn-Quteiba» (ib., XXVII, 1880).
- «Les manuscrits arabes de l’Institut des langues orientales» (СПб., 1877).
- «Notices sommaires des manuscrits arabes du Musée Asiatique» (СПб., 1881).
- «Remarques sur les manuscrits orientaux de la Collection Marsiglià Bologne, suivies de la liste complète des manuscrits arabes de la même collection» (Рим, 1885, «Atti della R. Accademia dei Lincei», vol. XII).

## Саблуков, Гордий Семёнович
- Коран, законодательная книга мохаммеданского вероучения. Перевод с арабского. — Казань, 1877.
- Приложения к переводу Корана. — Казань, 1879.
- Сведения о Коране, законодательной книге мохаммеданского вероучения. — Казань, 1884.
- Рассказы мухаммедан о Кыбле. — Казань, 1889.

## Сагадеев, Артур Владимирович
- Ибн Рушд (Аверроэс). — М.: Мыслители прошлого, 1973.
- Ибн-Туфейль. Повесть о Хайе, сыне Якзана. Перевод, вступительная статья и комментарии. — М., 1988.
- Эстетические взгляды арабов эпохи средневековья (на арабском языке). Дар ал-Фараби ва Дар ал-Джамахир. — Бейрут, 1965.
- Восточный перипатетизм. — М.: Изд. дом Марджани, 2009. — 232 с. — 1000 экз. — ISBN 978-5-903715-06-0.
- Средневековая арабо-мусульманская философия в переводах А. В. Сагадеева: [собр. пер. в 3-х томах] / Сост. и отв. ред. Н. С. Кирабаев. — М.: Изд. дом Марджани, 2009. — 272 с. — (Bibliotheca Islamica). — 1000 экз. — ISBN 978-5-903715-09-1.

## Салье, Михаил Александрович
- Первый перевод на русский язык сказок «Тысяча и одна ночь» (издан в 8-ми томах в 1929—1939 гг.).

## Сейфуль-Мулюков, Фарид Мустафьевич
- Рождение Иракской Республики. — М.: Госполитиздат, 1958.

## Суяргулов Нурмухамет Алибаевич
- Европейская коранистика и башкирский перевод Корана. — Уфа: Башкирский госуниверситет, 2003.

## Фильштинский, Исаак Моисеевич
- Очерки арабо-мусульманской культуры VII—XII вв. — М., 1971. (В соавтарстве с Бетси Шидфар).
- История арабской литературы V — начала X в. — М., 1985.
- История арабской литературы X—XVIII вв. — М., 1991.
- История арабов и Халифата 750—1517 гг. — М., 2001.
- Халифат под властью династии Омейядов. — М., 2005.

## Фролов, Дмитрий Владимирович
- Арабская филология. Грамматика, стихосложение, корановедение. — М., 2006.

## Хвольсон, Даниил Авраамович
- Известия о хазарах, буртасах, мадьярах, славянах и руссах — Абу-Али-Ахмеда-бен Омара-Ибн-Даста, неизвестного доселе арабского писателя начала X века по рукописи Британского музея. — СПб., 1869. (Перевод).

## Храковский, Виктор Самуилович
- Очерки по общему и арабскому синтаксису. — М., 1973.
- Теория языкознания. Русистика. Арабистика. — СПб., 1999.

## Церетели, Георгий Васильевич
- Арабские диалекты Центральной Азии. Бухарский диалект. — Тбилиси, 1956.

## Шагаль, Владимир Эдуардович
- Современная Ливия: Справочник. — М., 1965. (В соавтарстве с В. Л. Бодянским).
- Языковой аспект национальных процессов в арабских странах. — М., 1987.
- Арабские страны: язык и общество. — М., 1997.
- Арабский мир: пути познания // Межкультурная коммуникация и арабский язык. — М., 2001.
- Кувейт и кувейтцы в современном мире. — М., 2003. (В соавт. с В. А. Исаевым).

## Шарбатов, Григорий Шамилевич
- Арабистика в СССР. 1917—1959 гг. — М., 1959.
- Учебник арабского языка. — М., 1960; 2008 (в соавторстве).
- Карманный русско-арабский словарь. — М., 1974 (в соавторстве).
- Арабско-русский учебный словарь. — М., 1981.

## Шумовский, Теодор Адамович
- Арабы и море. По страницам рукописей и книг. — М.: Наука. — 1964.
- По следам Синдбада-морехода: Океаническая Аравия: Историко-географический очерк. — М.: Мысль. — 1986.
- Последний "лев арабских морей": Жизнь арабского мореплавателя и поэта Ахмада ибн Маджида, наставника Васко да Гамы. — СПб.: Издательство СПбГУ, 1999.

## Юшманов, Николай Владимирович
- Грамматика литературного арабского языка (1928).
- Строй арабского языка (1938).
- Краткая грамматика арабского языка (1964).

## Основные источники
- Сайты РГБ и РНБ.
- Сайт Института восточных рукописей и Института востоковедения РАН.